# 모이라 하우스 스쿨

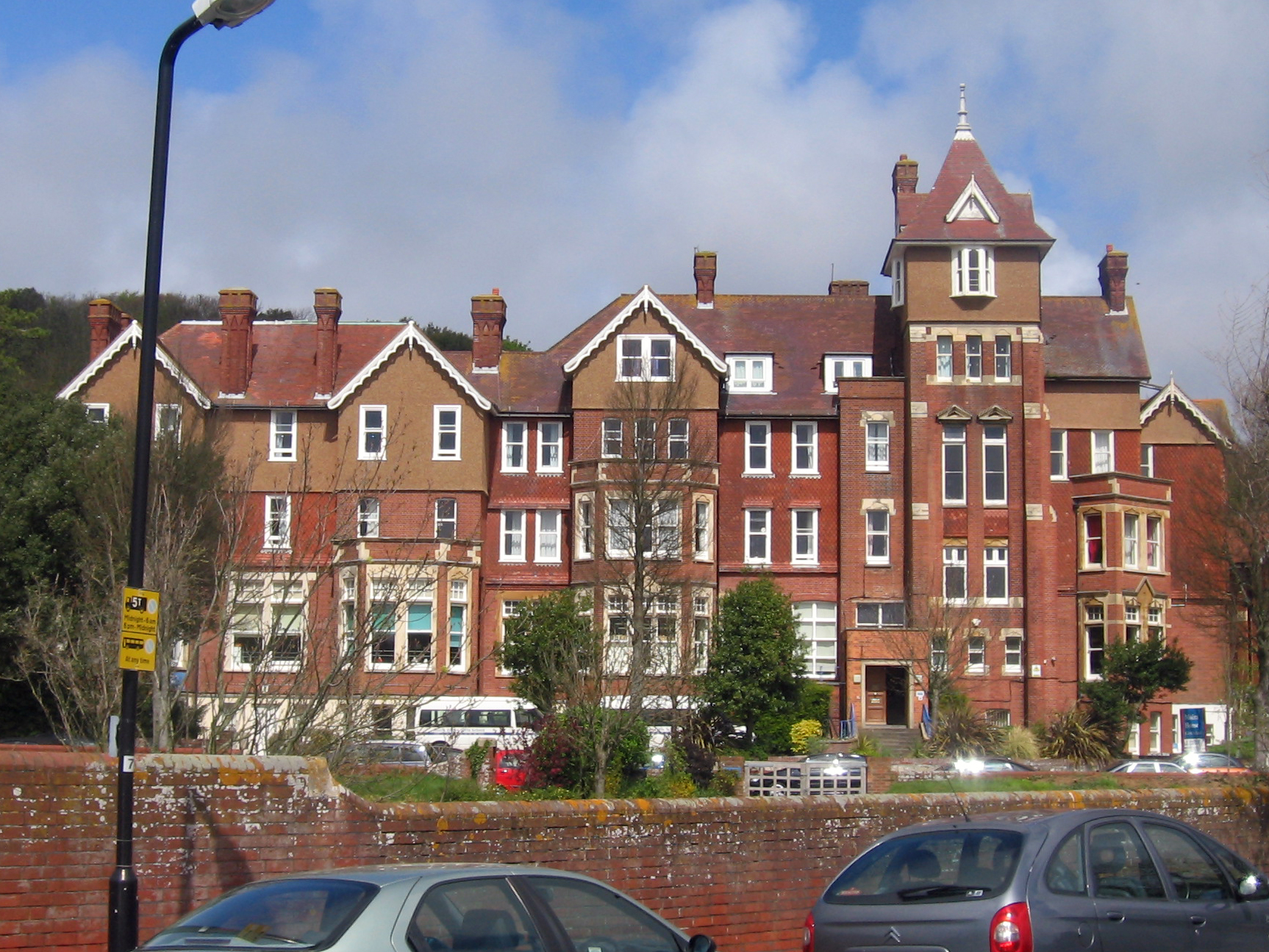

모이라 하우스 스쿨(Moira House Girls School)은 영국에 있는 사립 학교이다. 유치원부터 졸업반까지 있으며, (만 2살부터 18살까지) 수영장, 필드, 기숙사등 여러 가지 시설을 갖추고 있다. 학생은 대략 320명 정도이다. 1875년에 설립되었다.